# Ga Banseok
Ga Banseok (tiếng Hàn: 반석역; Hanja: 盤石驛) là một ga của Tàu điện ngầm Daejeon tuyến 1 ở Banseok-dong, Quận Yuseong, Daejeon, Hàn Quốc.

## Liên kết
- (tiếng Hàn) Ga Banseok từ Tổng công ty đường sắt cao tốc đô thị Daejeon